# Марій Ел
Респу́бліка Ма́рій Ел (рос. Респу́блика Ма́рий Эл; лукомар. Марий Эл Республик; гірськомар. Мары Эл Республик) — суб'єкт Російської Федерації, входить до складу Приволзького федерального округу.
Столиця — м. Йошкар-Ола.
Межує з Кіровською, Нижньогородською областями, Республіками Татарстан і Чувашія.
Утворено 4 листопада 1920.

## Географія

### Географічне положення

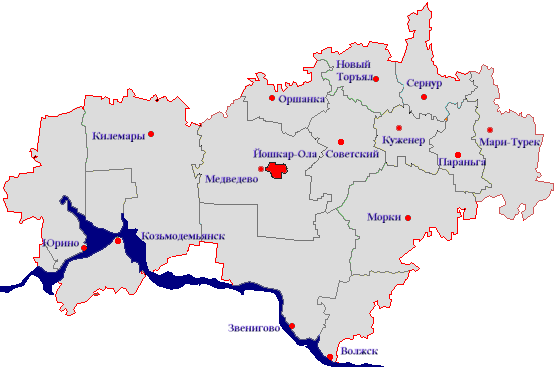
Мапа Республіки Марій Ел

Марій Ел розташована на сході Східно-Європейської рівнини, у середньому плині Волги. Більша частина республіки припадає на лівобережжя Волги.
Західну частину лівобережжя займає болотиста Марійська низовина. На заході республіки Волга приймає велику притоку Ветлугу. На схід по низовині протікають ліві припливи Волги, що беруть початок на південних схилах В'ятських увалів: Мала Кокшага із припливами Малий Кундиш і Велика Ошла, Велика Кокшага із припливом Великий Кундиш, Рутка. У їхніх долинах багато лісових озер.
Східна частина території розташована в межах В'ятских увалів (висота до 275 м), тут зустрічаються карстові форми рельєфу, поверхня розчленована долинами річок та ярами. Серед них річки басейну В'ятки: Немда із притоками Лаж, Толмань, Шукшан і ін., Буй, Уржумка, Шошма; ліва притока Волги Ілеть із притоками Шора, Іровка і Юшут.
На правому березі Волги розташований лише один з 14 районів республіки — Гірськомарійський, який займає північну окраїну Приволзької височини. Тут у Волгу впадають припливи Сура, Сумка, Юнга, Мала Юнга, Сундир. На Волзі в межах республіки розташовані Чебоксарське й Куйбишевське водосховища.

### Часовий пояс
Територія республіки перебуває у 3-му часовому поясі. У 1930 р. часовий пояс в РРФСР було переведено на 1 годину вперед з метою більш раціонального використання денного світла протягом робочого дня. У 1981 р. в РРФСР, як і в низці інших країн, було запроваджено літній час (в останню неділю березня о 3:00 стрілки годинників переводять на одну годину вперед, а в останню неділю жовтня — на одну годину назад). Місцевий час відповідає московському.

### Корисні копалини
Ресурси: торф, глина, будівельний камінь, вапняки, скляні і силікатні піски, мінеральні джерела.

### Клімат
Клімат помірно континентальний з довгою холодною зимою й теплим літом. Середня температура влітку +18…+20 °С. Найспекотніше у середині липня. Повітря прогрівається до +34…+38 °С. Восени погода холодна й волога з перевагою сильних пронизливих вітрів і дощів. Можливий ранній заморозок і сніг. Листопад — найвітряніший місяць. Зима, як правило, починається в листопаді. Середня температура зими −18…-20 °С. Найхолодніший місяць — січень. Республіка Марій Ел — відмінне місце для занять зимовими видами спорту: лижі, ковзани. Весна, у цілому, прохолодна й суха.

### Тваринний і рослинний світ
Марій Ел розташована в підтайговій зоні. Ґрунти переважно дерено-підзолисті, болотні, сірі лісові. Змішані ліси (сосна, ялиця, ялина, береза) займають понад 50 % території (в основному на заході й у центральних районах). По річкових долинах — дубово-липові ліси. Збереглися вовк, бурий ведмідь, лисиця, лось, рись, бобер, кріт і ін. Боровий і водоплавний птах.
На території Марій Ел — національний парк Марій Чодра, заповідник Велика Кокшага.

### Рекреаційний потенціал
У республіці залишаються куточки недоторканої тайгової природи, які використовуються жителями міст республіки й сусідніх регіонів для відпочинку. Є безліч піших туристичних маршрутів, кінні маршрути, регулярно проводяться водні походи на байдарках по B. Кокшагі, на озерах (Яльчик, Таїр) та річках побудовані бази відпочинку, санаторії й літні табори.

## Історія
- 4 листопада 1920 утворена Марійська автономна область
- 5 грудня 1936 перетворена в Марійську Автономну Радянську Соціалістичну Республіку (МАРСР)
- 22 жовтня 1990 року — Марійська Радянська Соціалістична Республіка (МРСР)
- 8 липня 1992 року — Республіка Марій Ел.

Фіно-угорські племена населяли територію сучасної західної, північної й центральної Росії з доісторичних часів. На території республіки Марій Ел збереглися археологічні джерела, що відносяться до першого тисячоріччя до н. е. Тому що марійська писемність (тиште) використовувалася винятково для записів господарсько-економічної інформації, а татарські письмові джерела були знищені при узятті Казані, майже всі письмові відомості про історію середньої Волги пов'язані з російськими джерелами.
Чемериси (сучасна назва — марі) уперше імовірно згадуються в VI ст. у готського історика Йордану як «меренс». Предки сучасних марійців між V і VIII століттям взаємодіяли з готами, пізніше з хазарами й Волзькою Булгарією, яка перебувала на території сучасного Татарстану й була в 1236 році знищена монгольськими військами хана Батия, що наступали на Русь. З Золотою Ордою марі, очевидно, знаходилися в союзницьких відносинах. Між XIII й XV століттям марійці входили до складу Золотої Орди й Казанського ханства.
З XI століття марі також входять у контакт із слов'янами Київської Русі, що просувалися на схід і підкорювали землі західних марі (мері) міста Ростов, Галич, Ярославль, Суздаль, Владимир і в 1221 році Нижній Новгород. Поступово західні марі (мері) по прийняттю християнства ослов'янюються, небажаючі приймати християнство біжать на схід у глиб марійського краю. У середні століття звичайною справою стають російсько-татарські зіткнення на марійських землях (при цьому марі виступають на стороні татар). До пори до часу татари й марі беруть гору, але потім Іван Грозний починає сплановану загарбницьку війну: в 1546 році землі гірських марі (правобережжя Волги) попадають під контроль Москви, а в 1552 році царські війська беруть Казань, і лугові марі починають платити Москві данину. Потім починається планомірна колонізація: так, в 1557 році засновані Чебоксари, в 1583 — Козьмодем'янськ, в 1584 — Царевококшайськ, нині Йошкар-Ола.
Насильницька християнізація призводить до того, що марі йдуть у ліси, залишаючи порожніми цілі села. За Петра Першого марійців призивають до армії, починається наукове дослідження території, складаються перші писемні пам'ятки марійської мови на кирилиці. Перша марійська граматика Пуцека-Григоровича з'являється 1792 року. Проте положення марі залишається дуже важким, і 1775 року марі масово підтримали повстання Пугачова.
1872 року відкривається Казанська вчительська семінарія, одним із завдань якої було навчання представників волзьких народів, зокрема марі. Це дало серйозний імпульс національному відродженню, відкриваються марійські школи, друкуються книги марійською мовою, зокрема підручники. 4 листопада 1920 року утворена Марійська автономна область. 5 грудня 1936 перетворена в Марійську АРСР. З 1990 р. Республіка Марій Ел.
У 1920-і роки були встановлено дві рівноправні мовні літературні норми: луговомарійська мова й гірномарійська мова. В 1930-і роки, як і в інших національних республіках, практично вся національна інтелігенція була знищена. Поступово марійці стають меншостями населення республіки, а марійська мова витісняється російською.
Назва — по етнічній самоназві її корінного населення — марі («чоловік»). Марій — «марі, марієць, марійський», ел — «країна».

## Населення
Населення — 711 540 осіб (2006, 728 000 в 2002). Густота населення — 30,4 осіб/км² (2005), питома вага міського населення — 63,1 % (2005).
У міському населенні Йошкар-Оли й Волзька, а також ряді сіл на околицях Йошкар-Оли й на заході республіки переважають росіяни. У сільській місцевості переважає марійське населення, у Гірномарійському районі — гірські марійці, що відрізняються від лугових марійців мовою й культурою. У Звеніговському районі розташовано кілька чуваських сіл. Татарське населення зосереджене головним чином у Йошкар-Олі й Волзьку.
З середини 1920-тих рр. частка коріного населення неухильно скорочується, з 51,4 % у 1926 р. до 42,9 % у 2002 р.
| Народ         | 1926, тис. осіб (* [Архівовано 24 березня 2012 у Wayback Machine.]) | 1939, тис. осіб (* [Архівовано 24 березня 2012 у Wayback Machine.]) | 1959, тис. осіб (* [Архівовано 24 березня 2012 у Wayback Machine.]) | 1970, тис. осіб (* [Архівовано 5 січня 2012 у Wayback Machine.]) | 1979, тис. осіб (* [Архівовано 24 березня 2012 у Wayback Machine.]) | 1989, тис. осіб (* [Архівовано 24 березня 2012 у Wayback Machine.]) | 2002, тис. осіб (* [Архівовано 24 січня 2012 у WebCite]) |
| ------------- | ------------------------------------------------------------------- | ------------------------------------------------------------------- | ------------------------------------------------------------------- | ---------------------------------------------------------------- | ------------------------------------------------------------------- | ------------------------------------------------------------------- | -------------------------------------------------------- |
| Росіяни       | 210,0 (43,6 %)                                                      | 267,0 (46,1 %)                                                      | 309,5 (47,8 %)                                                      | 320,8 (46,9 %)                                                   | 334,6 (47,5 %)                                                      | 356,0 (47,5 %)                                                      | 345,5 (47,5 %)                                           |
| Марійці       | 248,0 (51,4 %)                                                      | 273,3 (47,2 %)                                                      | 279,5 (43,1 %)                                                      | 299,2 (43,7 %)                                                   | 306,6 (43,5 %)                                                      | 324,3 (43,3 %)                                                      | 312,2 (42,9 %)                                           |
| Татари        | 20,2 (4,2 %)                                                        | 27,1 (4,7 %)                                                        | 38,8 (6,0 %)                                                        | 40,3 (5,9 %)                                                     | 40,9 (5,8 %)                                                        | 43,9 (5,9 %)                                                        | 43,4 (6,0 %)                                             |
| Чуваші        | 2,2                                                                 | 5,5                                                                 | 9,1 (1,4 %)                                                         | 9,0 (1,3 %)                                                      | 8,1 (1,1 %)                                                         | 9,0 (1,2 %)                                                         | 7,4 (1,0 %)                                              |
| Українці      | …                                                                   | 1,8                                                                 | 2,7                                                                 | 4,6                                                              | 4,5                                                                 | 5,3                                                                 | 5,1                                                      |
| Удмурти       | 1,2                                                                 | 1,4                                                                 | 2,5                                                                 | 2,6                                                              | 2,5                                                                 | 2,5                                                                 | 2,2                                                      |
| Білоруси      | …                                                                   | …                                                                   | …                                                                   | 1,2                                                              | 1,2                                                                 | 1,4                                                                 | 1,4                                                      |
| Мордва        | …                                                                   | 1,6                                                                 | 1,6                                                                 | 1,7                                                              | 1,7                                                                 | 1,7                                                                 | 1,3                                                      |
| Азербайджанці | …                                                                   | …                                                                   | …                                                                   | …                                                                | …                                                                   | …                                                                   | 1,2                                                      |
| Вірмени       | …                                                                   | …                                                                   | …                                                                   | …                                                                | …                                                                   | …                                                                   | 1,1                                                      |
| Німці         | …                                                                   | …                                                                   | 1,1                                                                 | …                                                                | …                                                                   | …                                                                   | …                                                        |

показані народи з чисельністю понад 1000 осіб 

## Адміністративно-територіальний поділ

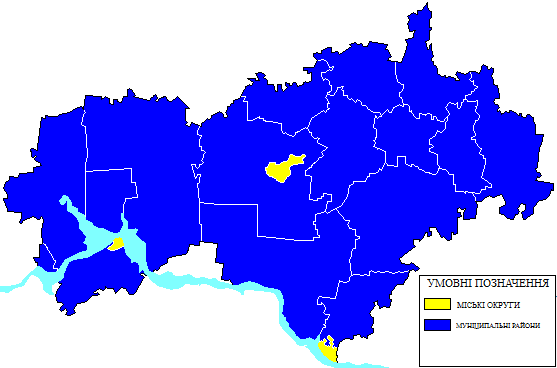
Типи муніципальних утворень

Станом на 2021 рік республіка поділяється на 14 муніципальних районів та 3 міських округи:
| № з/п | Район, міський округ            | Площа, км² | Населення, осіб (2002) | Населення, осіб (2010) | Населення, осіб (2021) | Центр           | Поселення | Населені пункти |
| ----- | ------------------------------- | ---------- | ---------------------- | ---------------------- | ---------------------- | --------------- | --------- | --------------- |
| 1     | Волзький район                  | 913,86     | 24006                  | 23940                  | 21188                  | Волзьк          | 8         | 75              |
| 2     | Гірськомарійський район         | 1971,47    | 29203                  | 25869                  | 20476                  | Козьмодем'янськ | 10        | 241             |
| 3     | Звениговський район             | 2748,78    | 46267                  | 44976                  | 39920                  | Звенигово       | 10        | 83              |
| 4     | Кілемарський район              | 3098,89    | 14130                  | 13604                  | 11626                  | Кілемари        | 9         | 78              |
| 5     | Куженерський район              | 852,83     | 16210                  | 14556                  | 12214                  | Куженер         | 9         | 90              |
| 6     | Марі-Турецький район            | 1513,86    | 25577                  | 23155                  | 18242                  | Марі-Турек      | 6         | 120             |
| 7     | Медведевський район             | 2791,18    | 66090                  | 67703                  | 67519                  | Медведево       | 18        | 160             |
| 8     | Моркинський район               | 2270,08    | 31403                  | 31081                  | 26930                  | Морки           | 10        | 151             |
| 9     | Новотор'яльський район          | 920,09     | 18543                  | 17124                  | 13980                  | Новий Тор'ял    | 5         | 152             |
| 10    | Оршанський район                | 896,49     | 15832                  | 15139                  | 12909                  | Оршанка         | 4         | 73              |
| 11    | Параньгинський район            | 791,66     | 17847                  | 16307                  | 13646                  | Параньга        | 9         | 50              |
| 12    | Сернурський район               | 1032,08    | 25280                  | 25672                  | 22697                  | Сернур          | 9         | 146             |
| 13    | Совєтський район                | 1392,45    | 31403                  | 31081                  | 27846                  | Совєтський      | 8         | 141             |
| 14    | Юринський район                 | 2040,15    | 11487                  | 8758                   | 6590                   | Юрино           | 6         | 43              |
| 1     | Волзький міський округ          | 39,47      | 58967                  | 55659                  | 52703                  | Волзьк          | -         | 1               |
| 2     | Йошкар-Олинський міський округ  | 100,39     | 256719                 | 248782                 | 276155                 | Йошкар-Ола      | -         | 1               |
| 3     | Козьмодем'янський міський округ | 13,41      | 22771                  | 21257                  | 19970                  | Козьмодем'янськ | -         | 1               |

## Найбільші населені пункти
Населені пункти з населенням понад 10 тисяч осіб:
| № | Населений пункт | Населення, осіб (2002) | Населення, осіб (2010) | Населення, осіб (2021) |
| - | --------------- | ---------------------- | ---------------------- | ---------------------- |
| 1 | Йошкар-Ола      | 256719                 | 248782                 | 276155                 |
| 2 | Волзьк          | 58967                  | 55659                  | 52703                  |
| 3 | Медведево       | 16610                  | 16841                  | 20105                  |
| 4 | Козьмодем'янськ | 22771                  | 21257                  | 19970                  |
| 5 | Звенигово       | 12722                  | 11946                  | 10966                  |
| 6 | Совєтський      | 10806                  | 10664                  | 10273                  |

## Економіка

### Інфраструктура
На території республіки діє 1 аеропорт міжреспубліканського значення. У Марій Ел є залізничний вокзал і два автовокзали, 14 залізничні станції, 51 пасажирська автостанція, річковий порт у місті Козьмодем'янську на р. Волзі, чотири порти місцевого значення, пристосування для розвантаження барж. Судноплавство по Волзі й Ветлузі. Відстань від Йошкар-Оли до Києва — понад 1600 км.

### Промисловість
Провідні галузі промисловості — машинобудування і металообробка (металорізальний інструмент, прилади, засоби автоматизації, технологічне устаткування для лісозаготівель і лісосплаву, підприємств торгівлі і громадського харчування, машини й устаткування для тваринництва і кормовиробництва), лісова, деревообробна і целюлюзно-паперова, легка і харчова (м'ясомолочна).

### Сільське господарство
Провідна галузь сільського господарства — тваринництво (молочне і м'ясо-молочне скотарство, свинарство, вівчарство, птахівництво).
Вирощують зернові (ячмінь, овес, жито, пшениця) і кормові культури, льон-довгунець, хміль, овочі, картоплю.